# Nyctemera alternata
Nyctemera alternata là một loài bướm đêm thuộc phân họ Arctiinae, họ Erebidae.